# قائمة هجمات المقاومة الفلسطينية ضد إسرائيل قبل 1967
يتناول هذا المقال أعمال المقاومة الفلسطينية ضد الإسرائيليين بين إبرام اتفاقيات الهدنة لعام 1949 وحرب 1967.
قبل احتلال إسرائيل للضفة الغربية وقطاع غزة في حرب 1967، كانت هذه المناطق، التي كانت في الأصل مقدر لها أن تكون دولة فلسطينية، تحت الإدارة المصرية والأردنية. عبر الفلسطينيون الحدود لعدة أسباب، مما أنتج مواجهة مع الجيش الإسرائيلي وحرس الحدود من 1949 إلى 1956 مات خلالها حوالي 500 إسرائيلي، نصفهم من المقاتلين، وما بين 2700 و 5000 فلسطيني. في الوقت نفسه، استهدفت مجموعة متنوعة من الهجمات العسكرية الإسرائيلية الفدائيين الفلسطينيين والقوات العسكرية المصرية والأردنية في قطاع غزة والضفة الغربية والأردن، ردًا على الهجوم العربي.
استهدف عدد من هجمات الفدائيين المدنيين عمداً، مما تسبب في العديد من الوفيات والإصابات الخطيرة وتعطيل الحياة اليومية. تصف وزارة الخارجية الإسرائيلية الأحداث التالية بأنها «هجمات إرهابية»، على الرغم من أن معظم تقارير وسائل الإعلام في ذلك الوقت تشير إليها باعتبارها هجمات «فدائية».

## الصراع الحدودي: 1951-1956
- فبراير 1951 - اغتصاب وقتل فتاة إسرائيلية على يد جميل محمد مجرب، أحد أعضاء جماعة فدائية أردنية، في حي القطمون بالقدس.[3]
- 1 يناير 1952 - قام 7 فدائيين بمهاجمة وقتل فتاة تبلغ من العمر 19 عامًا في منزلها في حي بيت إسرائيل بالقدس. عند التحقيق، وجدت لجنة الهدنة المشتركة أنه لا يمكن إثبات القضية ضد المتسللين الأردنيين.
- 31 ديسمبر 1951 : 1 يناير 1952 - وقوع حادثة قتل واغتصاب أفاد فيها الرائد لورو ضابط التحقيق في لجنة الهدنة المشتركة، أنه تم العثور على جثة الفتاة ليا فايستنجر[4] مخبأة في كهف على بعد حوالي ميل من الحدود الأردنية، وقد تعرضت للاغتصاب والقتل مع تشويه وجهها. لم تجد الشرطة الإسرائيلية دليلاً على حدوث تسلل رغم اعتقادها بارتكاب أردنيين لهذه الأعمال الوحشية، ولم تناقش اللجنة القضية وعبر الرائد لورو عن رأي مفاده أن الشرطة الإسرائيلية سيكون لديها فرصة أفضل للعثور على القاتل أكثر من العرب.[5] نسبت «غارة انتقامية» في بيت جالا في 6 يناير 1952 إلى الإسرائيليين.
- 14 أبريل 1953 - حاول متسللون لأول مرة التسلل إلى إسرائيل عن طريق البحر، لكنهم لم ينجحوا وتم اعتراض أحد القوارب وهروب القارب الآخر.
- 7 يونيو 1953 - قُتل شاب وجُرح ثلاثة آخرون في هجمات إطلاق نار على مناطق سكنية في جنوب القدس.
- 9 يونيو 1953 - هاجم فدائيون مجتمعًا زراعيًا بالقرب من اللد وقتلوا أحد السكان وألقوا قنابل يدوية وأطلقوا النار في كل الاتجاهات، وفي نفس الليلة هاجمت مجموعة أخرى من الفدائيين منزلاً في بلدة الخضيرة. حدث هذا بعد يوم من توقيع اتفاقية بين إسرائيل والأردن بوساطة الأمم المتحدة، وتعهد الأردن فيها بمنع «الإرهابيين» من العبور إلى إسرائيل من الأراضي الأردنية.
- 10 يونيو 1953 - قام فدائيون من الأردن بتدمير منزل في قرية مشمار أيلون الزراعية.
- 11 يونيو 1953 - هاجم فدائيون زوجين شابين في منزلهم في كفر هس، وأطلقوا النار عليهم حتى الموت.
- 2 سبتمبر 1953 - تسلل فدائيون من الأردن ووصلوا إلى حي القطمون في قلب القدس، وألقوا قنابل يدوية في كل الاتجاهات، لكن لم يصب أحد.
- 12 أكتوبر 1953 - هجوم يهود - ألقى فريق من الفدائيين الفلسطينيين قنبلة يدوية على منزل مدني في يهود مما أدى إلى مقتل امرأة وطفلين.

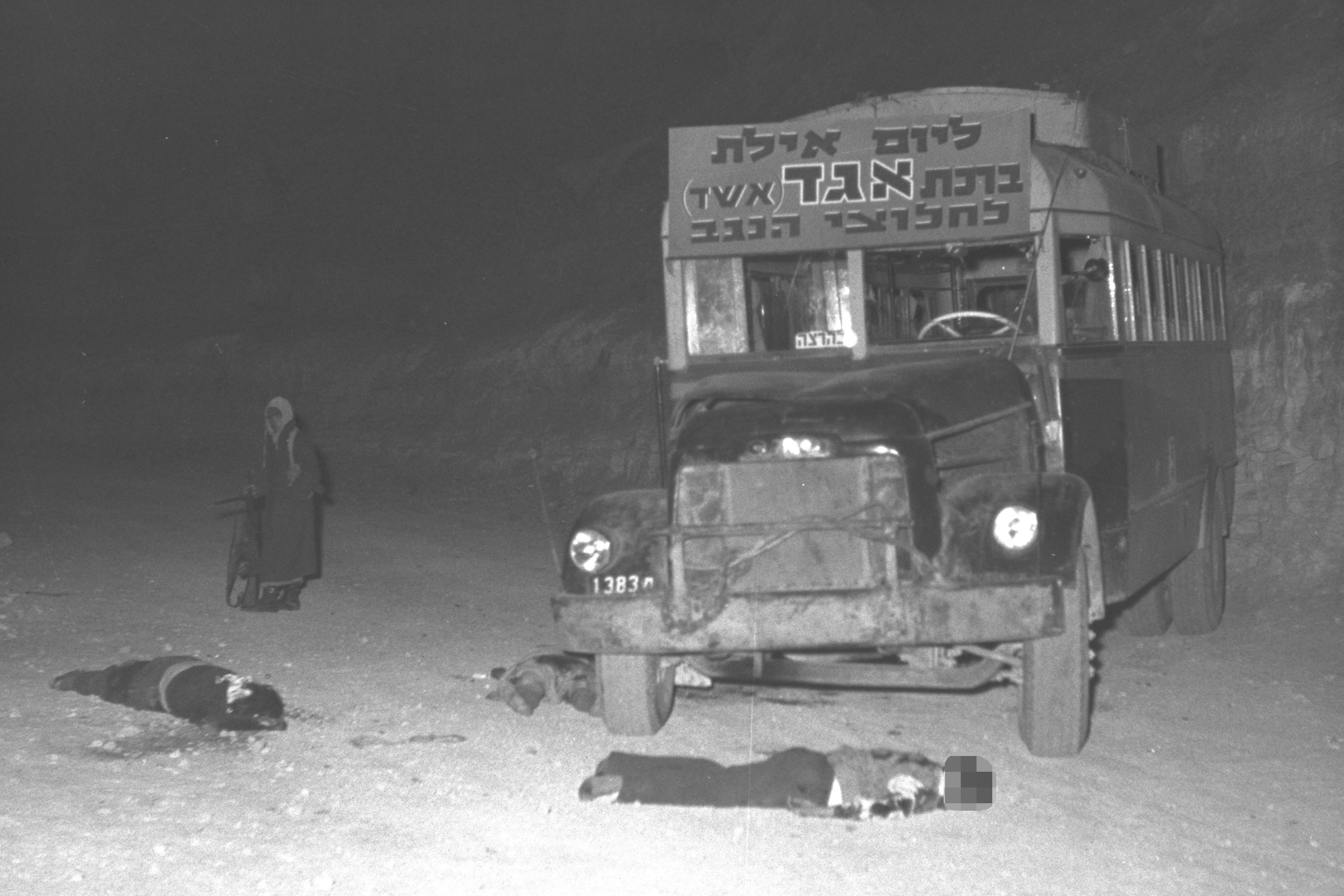
مذبحة معاليه عقرابيم

- 17 مارس 1954 - مذبحة ممر العقرب - نصب فدائيون كمينًا لحافلة كانت متجهة من إيلات إلى تل أبيب، وفتحوا النار من مسافة قصيرة عندما وصلت الحافلة إلى منطقة معاليه عقربيم (ممر العقرب) في شمال النقب. في الكمين الأولي، قتل الفدائيون السائق وجرح معظم الركاب، ثم صعدوا الحافلة وأطلقوا النار على بعض الركاب واحدا تلو الآخر. قتل 11 راكبًا وروى الناجون كيف بصق القتلة على الجثث وأساءوا إليهم. يبدو أن المذبحة كانت غارة انتقامية قام بها أفراد من قبيلة بدوية طُردوا من منطقة العوجة في سيناء قبل ثلاث سنوات ونصف.[6][7][8]
- 2 يناير 1955 - قام فدائيون بمهاجمة وقتل متجولين في صحراء يهودا.
- 24 مارس 1955 - ألقى فدائيون قنابل يدوية وفتحوا النار على حشد من الناس في حفل زفاف في مجتمع بطيش الزراعي في النق. قُتلت شابة وأصيب 18 شخصًا في هذا الهجوم.
- 29 أغسطس 1955 - هجوم بيت حنان - أطلقت مجموعة فدائيين فلسطينية أسلحة خفيفة على مجموعة من العمال الإسرائيليين، مما أسفر عن مقتل 4 وجرح 10.
- 7 أبريل 1956 - قُتلت إحدى سكان عسقلان عندما ألقى الفدائيون ثلاث قنابل يدوية على منزلها، كما قُتل مستوطنان في كيبوتس جفعات حاييم عندما فتح الفدائيون النار على سيارتهم على الطريق في مفرق بلجوت إلى مشمار هنيغف. كانت هناك المزيد من الهجمات بالقنابل اليدوية وإطلاق النار على المنازل والسيارات في مناطق مثل نيتسانيم وكتسيعوت قتل فيها شخص وأصيب ثلاثة آخرون.
- 11 أبريل 1956 - هجوم إطلاق نار على كنيس في موشاف شافرير قُتل فيه 3 أطفال وعامل شاب على الفور، وأصيب خمسة آخرون ثلاثة منهم كانوا في حالة خطيرة.
- 29 أبريل 1956 - مقتل فرد الأمن روي روتبرج على يد فدائيين بدعم مصري في ناحل عوز.
- 16 أغسطس 1956 - كمين الحافلة 391 - قامت فرقة فدائيين فلسطينية بشن هجوم على حافلة ركاب مدنية إسرائيلية كانت متجهة من تل أبيب إلى إيلات، أسفر عن مقتل 3 جنود إسرائيليين وراكبة مدنية برصاص الفدائيين الذين نصبوا كمينًا للحافلة، كما أصيب 3 ركاب مدنيين آخرين في الهجوم.
- 12 سبتمبر 1956 - هجوم عين عوفريم - قتل الفدائيون 3 من الحراس الدروز في منشأة عين عوفريم بمنطقة وادي عربة.
- 23 سبتمبر 1956 - هجوم رمات راحيل - فتح فدائيون النار من موقع أردني، مما أسفر عن مقتل 4 علماء آثار وجرح 16 آخرين بالقرب من كيبوتس رامات راحيل.
- 24 سبتمبر 1956 - قتل فدائيون فتاة في حقول المجتمع الزراعي في أميناداف بالقرب من القدس.
- 4 أكتوبر 1956 - كمين طريق النقب الصحراوي - تسلل مجموعة من 10 فدائيين فلسطينيين إلى إسرائيل عبر الأردن، ة نصبوا كمينًا وقتلوا 5 عمال بناء إسرائيليين في سدوم.
- 9 أكتوبر 1956 - قُتل عاملان في بستان بقرية نفيه هداسا في منطقة سهل شارون.

## أزمة السويس: أكتوبر 1956 - مارس 1957
- 8 أكتوبر 1956 - فتح فدائيون النار على قطار، وهاجموا السيارات وفجروا الآبار في شمال ووسط إسرائيل حيث أصيب 6 إسرائيليين.
- 18 فبراير 1957 - قُتل مدنيان بالألغام الأرضية، بجانب نير إسحاق على الحدود الجنوبية لقطاع غزة.
- 8 مارس 1957 - قتل راعٍ من كيبوتس بيت غوفرين على يد فدائيين في حقل بالقرب من الكيبوتس.

## الصراع الحدودي: 1957-1967
- 16 أبريل 1957 - تسلل فدائيون من الأردن وقتلوا حارسين في كيبوتس مسيلوت.
- 20 مايو 1957 - أطلق فدائي النار على شاحنة في منطقة وادي عربة مما أسفر عن مقتل عامل.
- 29 مايو 1957 - قُتل سائق جرار وأصيب 2 آخران، عندما اصطدمت السيارة بلغم أرضي بجانب كيوتس كيسوفيم.
- 23 يونيو 1957 - جُرح إسرائيليون بسبب الألغام الأرضية بالقرب من قطاع غزة.
- 23 أغسطس 1957 - قتل حارسان من شركة مياه ميكوروت الإسرائيلية بالقرب من كيوبتس بيت غوفرين.
- 21 ديسمبر 1957 - مقتل مستوطن في كيبوتس جادوت في حقول كيبوتس.
- 11 فبراير 1958 - قتل فدائيون أحد سكان موشاف يانوف كان في طريقه إلى كفار يونا في منطقة سهل شارون.
- 5 أبريل 1958 - أطلق فدائيون يرقدون في كمين النار وقتلوا شخصين قرب تل لخيش.
- 22 أبريل 1958 - أطلق جنود أردنيون النار وقتلوا 2 من الصيادين بالقرب من العقبة.
- 26 مايو 1958 - قُتل 4 من ضباط الشرطة الإسرائيلية في هجوم أردني على جبل المشارف بالقدس. في الساعة 1654 بالتوقيت المحلي، قُتل المقدم فلينت من لجنة الهدنة المختلطة على ما يبدو برصاص قناص أثناء محاولته إجلاء القتلى والجرحى الإسرائيليين من دورية للشرطة الإسرائيلية. كانت دورية الشرطة الإسرائيلية على طريق متنازع عليه خلف قرية العيسوية في منطقة جبل المشارف التي يسيطر عليها الأردن.[9]
- 17 نوفمبر 1958 - قتل فدائيون سوريون زوجة الملحق الجوي البريطاني في إسرائيل، الذي كان يقيم في دار ضيافة الدير الإيطالي على جبل التطويبات.
- 3 ديسمبر 1958 - قُتل راعٍ في كيبوتس جونين. أصيب 31 مدنيًا في الهجوم المدفعي الذي أعقب ذلك.
- 23 يناير 1959 - قُتل راعٍ من كيبوتس لهافوت هبشان.
- 1 فبراير 1959 - قتل 3 مدنيين بسبب لغم أرضي بالقرب من موشاف زبديئيل.
- 15 أبريل 1959 - قتل حارس في كيبوتس كيبوتس رامات راحيل.
- 27 أبريل 1959 - إطلاق النار على متجولين اثنين من مسافة قريبة بالقرب من جبل مسعدة.
- 3 أكتوبر 1959 - مقتل راعٍ من كيبوتس كيبوتس حفتسي باه بالقرب من كيبوتس كيبوتس ياد حنة.
- 26 أبريل 1960 - قتلُ أحد سكان عسقلان جنوب المدينة.
- 12 أبريل 1962 - أطلق فدائيون النار على حافلة تابعة لشركة إيجد في الطريق إلى إيلات أصيب فيها راكب واحد.
- 30 سبتمبر 1962 - قام فدائيان بمهاجمة حافلة لشركة إيجد في طريقها إلى إيلات لكن لم يصب أحد
- 31 مايو 1965 - أطلق جنود أردنيون النار على حي المصرارة بالقدس، مما أسفر عن مقتل مدنيين اثنين وجرح 4.
- 1 يونيو 1965 - فدائيون يهاجمون منزلاً في كيبوتس يفتاح.
- 29 سبتمبر 1965 - استشهاد مناضل وهو يحاول مهاجمة موشاف موشاف أماتسيا.
- 7 نوفمبر 1965 - فجرت خلية تابعة لحركة فتح تسللت من الأردن منزلاً في موشاف جفعات يشعياهو جنوب بيت شيمش. تم تدمير المنزل لكن السكان لم يصبوا.
- 25 أبريل 1966 - أدت التفجيرات التي قام بها الفدائيون إلى إصابة مدنيين اثنين وإلحاق أضرار بثلاثة منازل في موشاف بيت يوسف في وادي بيسان.
- 16 مايو 1966 - قُتل 2 من الإسرائيليين عندما اصطدمت سيارتهم الجيب بلغم أرضي شمال بحيرة طبريا وجنوب ألماغور.
- 14 يوليو 1966 - هاجم فدائيون منزلاً في كفار يوفال في الشمال.
- 19 يوليو 1966 - تسلل فدائيون إلى موشاف مرجليوت على الحدود الشمالية وزرعوا 9 شحنات متفجرة.
- 27 أكتوبر 1966 - إصابة مدني بجروح جراء انفجار عبوة ناسفة على خطوط السكك الحديدية المؤدية إلى القدس.